# 杜里舒
杜里舒（德語：Hans Driesch，1867年10月28日—1941年4月17日），德国生物学家、哲学家，生于巴特克罗伊茨纳赫，以从事早期胚胎学试验和新生命力论哲学而知名，19世纪80年代曾进行早期克隆试验。1922年10月前往中国讲学，停留数月，在东南大学讲授《生机哲学》。